# Llano del Copal
Llano del Copal är en ort i Mexiko.   Den ligger i kommunen Zumpahuacán och delstaten Mexiko, i den sydöstra delen av landet, 80 km sydväst om huvudstaden Mexico City. Llano del Copal ligger 1 750 meter över havet och antalet invånare är 287.
Terrängen runt Llano del Copal är huvudsakligen kuperad, men den allra närmaste omgivningen är platt. Runt Llano del Copal är det tätbefolkat, med 427 invånare per kvadratkilometer. Närmaste större samhälle är Ixtapan de la Sal, 8,1 km väster om Llano del Copal. I omgivningarna runt Llano del Copal växer huvudsakligen savannskog.